# Maestro di Marradi
Le Maestro di Marradi est un peintre italien anonyme actif entre 1498 et 1513, probablement originaire de Florence.

## Biographie
Le Maestro di Marradi est le nom donné à un peintre de l'École florentine, un maître anonyme actif entre la fin du XVe  et le début du  XVIe siècle ; à partir d'un profil stylistique, certaines œuvres restées anonymes lui ont été attribuées.
L'épithète « di Marradi » provient du fait que l'attribution se fait à partir de cinq peintures qui se trouvent à la Badia di Marradi (Badia di Santa Reparata).
Maestro di Marradi a été un élève de Domenico Ghirlandaio.

## Œuvres
- 5 peintures, église Badia di Marradi (Badia di Santa Reparata), Marradi.
- Vierge à l'Enfant avec les archanges Raphaël et Gabriel, Musée d'art sacré, Tavarnelle Val di Pesa.
- Annonciation (1510), chapelle du séminaire, Pesaro.
- Vierge à l'Enfant trônant avec des saints, église Santo Stefano, Palazzuolo sul Senio.
- Vierge à l'Enfant (1513), (considérée comme sa dernière peinture connue), église Santa Cristina, Montefiridolfi une frazione de San Casciano in Val di Pesa).